# Trefeurig
Trefeurig est une communauté du Ceredigion, au pays de Galles.

## Géographie
La communauté est située dans le nord du comté, à 6 km au nord-est de la ville d'Aberystwyth, et comprend les villages et hameaux de Banc-y-Darren (en), Cefn-y-Llwyd (en), Cwmerfyn (en), Cwmsymlog (en), Pen-bont-rhyd-y-beddau (en), Penrhyn-coch (en), Pen-Rhiw-Newydd (en) et Salem (en).

## Démographie
Au recensement de 2011, la communauté de Trefeurig comptait 1 771 habitants.